# Joelia Taksjina
Joelia Jevgenjevna Taksjina (Russisch: Юлия Евгеньевна Такшина) (Belgorod, 9 juli 1980) is een Russische theater- en filmactrice. Voor haar acteercarrière werkte ze als professioneel danseres.